# Dispozitivní právní norma
Dispozitivní právní norma je právní norma, která umožňuje smluvním stranám odchýlit se od právní úpravy stanovené touto normou a autonomně si smluvit vlastní úpravu práv a povinností. Opakem normy dispozitivní je právní norma kogentní.
Norma dispozitivní je dvojího charakteru, jelikož obsahuje v hypotéze dovolení odchýlit se od samotného pravidla chování obsaženého v dispozici. Toto pravidlo působí podpůrně, subsidiárně. Adresáti dispozitivní normy si díky tomu mohou ujednat vlastní pravidla. Až v případě, že tak neučiní, aplikuje se pravidlo obsažené v dispozici dispozitivní právní normy.
Dispozitivní právní normy jsou typické zejména pro soukromé právo s ohledem na zásadu autonomie vůle a smluvní svobodu. Umožňují účastníkům právního vztahu určitou volnost v uspořádání vzájemných práv a povinností dohodou. V takové normě se může např. objevit formulace typu „…, není-li dohodnuto jinak“. Jinými slovy stanovuje pravidlo, které však nemusí platit v případě, že se strany práv a povinností vyplývajících z normy dohodnou jinak.
Např. převážná většina norem českého občanského zákoníku je ve smyslu jeho § 1 odst. 2 dispozitivní povahy. Odchýlit se nelze, pouze pokud to zákon výslovně stanoví, zejména v případě práva týkajícího se postavení osob, včetně práva na ochranu osobnosti, a také tehdy, pokud by ujednání stran porušovalo dobré mravy či veřejný pořádek.